# Тон (Оаза)
Тон (фр. Ton) је река у Француској. Дуга је 56 km. Улива се у Оазу.